# The Mooney Suzuki
The Mooney Suzuki est un groupe de garage rock américain, formé en 1996, à New York (États-Unis). Le nom du groupe est un hommage à Malcolm Mooney et à Damo Suzuki, respectivement premier et deuxième chanteur du groupe Can.

## Discographie
- People Get Ready (2000)
- Electric Sweat (2002)
- Alive & Amplified (2004)
- Have Mercy (2007)

## Jeux vidéo
- Apparition de la chanson Shake That Bush Again dans le jeu Burnout 3: Takedown.
- Le clip du titre Alive And Amplified est un bonus du jeu ATV Offroad Fury: Blazin' Trails sur PSP
- Apparition de la chanson  Alive And Amplified dans le jeu Shaun White snowboarding